# Leptea debilis
Leptea debilis är en insektsart som först beskrevs av Pierre Adrien Prosper Finot 1894.  Leptea debilis ingår i släktet Leptea och familjen Pyrgomorphidae. Inga underarter finns listade i Catalogue of Life.